# Rire pour guérir
Pour plus de détails, voir Fiche technique et Distribution.
Rire pour guérir (Dr. med. Fabian – Lachen ist die beste Medizin) est un film allemand réalisé par Harald Reinl, sorti en 1969.

## Synopsis
Le médecin-chef Paul Fabian travaille dans le service de chirurgie de l'hôpital dirigé par le Dr. Spalke. Paul est populaire parmi les étudiants en médecine, dont certains sont bizutés lors des parties de golf des deux médecins. Un jour, Henriette Gambaroff est amenée à l'hôpital pour une opération de l'appendicite. Paul fait croire à Spalke que la patiente est une excellente golfeuse, Spalke l'opère. Un peu plus tard, Spalke fait son sixième mariage avec Henriette. Lors du mariage, Henriette a invité la jeune Susanne. Au cours de la lune de miel, Paul prend soin de la jeune femme. Paul est ensemble depuis des années avec le Dr. Inge Vollmer, mais ne veut pas du mariage. Susanne fait tout pour séduire Paul, l'amène à un club avec Inge et finalement reste seule avec lui.
La patiente Mme Dorn refuse une chirurgie de la thyroïde pourtant nécessaire, car elle semble s'être disputée avec son fils Joachim et avoir perdu goût à la vie. Paul va voir Joachim qui a arrêté ses études et a une amie douteuse. Il lui explique l'état de sa mère. Avec Susanne, il monte un plan : lorsque Joachim viendra à l'hôpital, elle viendra voir sa mère avec lui pour se faire passer pour la nouvelle fiancée de Joachim. Il promet à sa mère de reprendre ses études. Mais le jeu tourne, Susanne est tombée amoureuse de Joachim, ils veulent se marier.
Il arrive encore de bonnes choses à Paul : il amène en taxi chez lui une femme enceinte pour qu'elle accouche. Elle ne veut pas annoncer la naissance à sa famille, ni dire qui est le père de l'enfant. Le lendemain, elle disparaît après avoir déposé l'enfant à la clinique où l'on s'occupe de lui. Quelque temps plus tard, la femme est amenée à l'hôpital après une tentative de suicide avec une jambe cassée. Spakle découvre lors de son enquête qu'elle est Renate Lürsen, la fille du consul. Sa famille l'a rejetée à cause de sa liaison et elle a été violée. Spakle fait venir le consul à l'hôpital. Lürsen est submergé, il ne savait rien de son petit-fils. Père et fille se réconcilient.
Paul quitte l'hôpital de Spakle et devient médecin-chef à Heidelberg ; il emmène avec lui le Dr. Inge Vollmer.

## Fiche technique
- Titre original : Dr. med. Fabian – Lachen ist die beste Medizin
- Titre français : Rire pour guérir ou Le Rire est la meilleure thérapeutique[1]
- Réalisation : Harald Reinl assisté de Charles Wakefield
- Scénario : Georg Laforet
- Musique : Martin Böttcher
- Direction artistique : Paul Zerbel
- Costumes : Ingrid Zoré
- Directeur de la photographie : Karl Löb
- Son : Gerhard Wagner
- Montage : Jutta Hering
- Pays d'origine :  Allemagne de l'Ouest
- Genre: Comédie
- Production : Horst Wendlandt
- Société de production : Rialto Film
- Société de distribution : Constantin Film
- Longueur : 85 minutes
- Format : Couleur - 1,66:1 - Mono - 35 mm
- Dates de sortie : 
  - Allemagne de l'Ouest : 16 juin 1969
  - France : 14 octobre 1970[1].
  - Danemark : 9 août 1971

## Distribution
- Hans-Joachim Kulenkampff : Dr. Paul Fabian
- Martin Held : Pr. Felix Spalke
- Maria Perschy : Dr. Inge Vollmer
- Gisela Uhlen : Henriette Gambaroff
- Agnes Windeck : Mme Nachtigall
- Ulrike Blome (de) : Susanne Gambaroff
- Arthur Richelmann : Joachim Dorn
- Elisabeth Flickenschildt : L'infirmière-chef Esmeralda
- Monika Peitsch (de) : Renate Lürsen
- Otto Graf : Le consul Lürsen
- Hubert von Meyerinck : Le général von Kottwitz
- Elsa Wagner : M. Hoheit
- Edith Schneider (de) : Mme Dorn
- Martin Jente (de) : M. Martin
- Beate Hasenau (de) : Carla Ritter
- Hans Terofal: Furtmayer
- Kurd Pieritz : Un médecin
- Harry Tagore : Max
- Oscar Sabo : Le chauffeur de taxi
- Heidrun Hankammer : Elisabeth Wahl
- Egon Vogel (de) : Un patient
- Thomas Danneberg (de) : Korn
- Ewald Wenck : M. Bollmann

## Source de la traduction
- (de) Cet article est partiellement ou en totalité issu de l’article de Wikipédia en allemand intitulé « Dr. med. Fabian – Lachen ist die beste Medizin » (voir la liste des auteurs).